# أرنولد جي. كين
أرنولد جي. كين هو محامي وقاضي وسياسي أمريكي، ولد في 11 ديسمبر 1914، وتوفي في 10 سبتمبر 1968. نشط حزبياً في الحزب الجمهوري. وقد انتخب عضو جمعية ولاية ويسكونسن ‏.